# Manola Díez
Manola Fernández Díez de Pinos (Monterrey; 28 de junio de 1974), más conocida como Manola Díez. es una actriz y modelo mexicana conocida por su trabajo en telenovelas y reality shows.

## Biografía
Díez de Pinos nació en Monterrey, Nuevo León (México), hija menor del Arq. Humberto Fernández Diez y la Lic. Aurora Diez de Pinos. Cursó sus estudios de Arquitectura y a los 19 años se traslada a la Ciudad de México y cursa la carrera de actuación en el Centro de Educación Artística de Televisa (CEA) de 1994-1996. Su primera oportunidad se la da José Alberto Castro en la telenovela Pueblo chico, infierno grande, posteriormente participa como scort de Sabritas en la mini-telenovela Sol y suerte. Realiza Mi generación a cargo de Luis de Llano, después vendrían Preciosa, Soñadoras, Infierno en el paraíso, Tres mujeres, Locura de amor, Carita de ángel y Clase 406. 
En programas unitarios ha colaborado en: Derbez en cuando, Qué nos pasa, Mujer, casos de la vida real, etc. 
Fue parte del elenco base de Otro rollo con Adal Ramones, así como en comerciales de televisión y algunas participaciones especiales en teatro como: Engáñame si quieres, Sé infiel y no mires con quién, Cinco mujeres punto.com, Perfume de gardenia, etc. 
En marzo de 2004 participa en la tercera edición del reality show Big Brother del que resulta ser la undécima expulsada y se queda sólo a siete días de la final. En octubre del mismo año se integró al elenco de la telenovela Rebelde, producción de Pedro Damián al lado de Ninel Conde. En el 2007 se integra al elenco de Lola, érase una vez al lado de Eiza González. En 2013 trabaja al lado de Aracely Arambula en la novela La patrona de Telemundo y actualmente en 2014 participa nuevamente junto a Aracely Arambula en la novela Los miserables de Telemundo.

## Telenovelas
- Los miserables (2014) - Ivanna Echeverría
- La patrona (2013) - Lucecita
- Triunfo del amor (2010-2011) - Maya
- Soy tu dueña (2010) - Dama de honor #2
- Lola, érase una vez (2007) - Amélia de Von Ferdinand
- Rebelde (2004-2006) - Josefina "Pepa"
- Clase 406 (2002-2003) - Violeta
- Carita de ángel (2000-2001) - Carmina
- Locura de amor (2000) - Melissa
- Infierno en el paraíso (1999) - Azela
- Tres mujeres (1999) - Ximena
- Soñadoras (1998) - Victoria "Vico"
- Preciosa (1998) - Ines
- Salud, dinero y amor (1997-1998) - Lorena
- Pueblo chico, infierno grande (1997) - Cleotilde Ruán (joven)
- Monte Calvario (1986) - Melissa (niña)

## Series
- Survivor (programa de televisión mexicano) (2024) Ella misma, 1.ª eliminada
- Hotel VIP (2023) Ella misma, 5.ª eliminada
- La rosa de Guadalupe (2008) - 1 Capítulo Amanda
- ¿Y ahora qué hago? (2007) - Manola
- Big Brother VIP (2004) - Ella misma, Participante
- Otro rollo (2004-2007) - Presentadora
- Mujer, casos de la vida real (2000-2003) - Varios Episodios
- El Gran Carnal 2 (2002) - Dariah Spears
- ¿Qué nos pasa? (1998)
- Mi generación (1997-1998) - Claudia